# Mariä Geburt (Bubesheim)

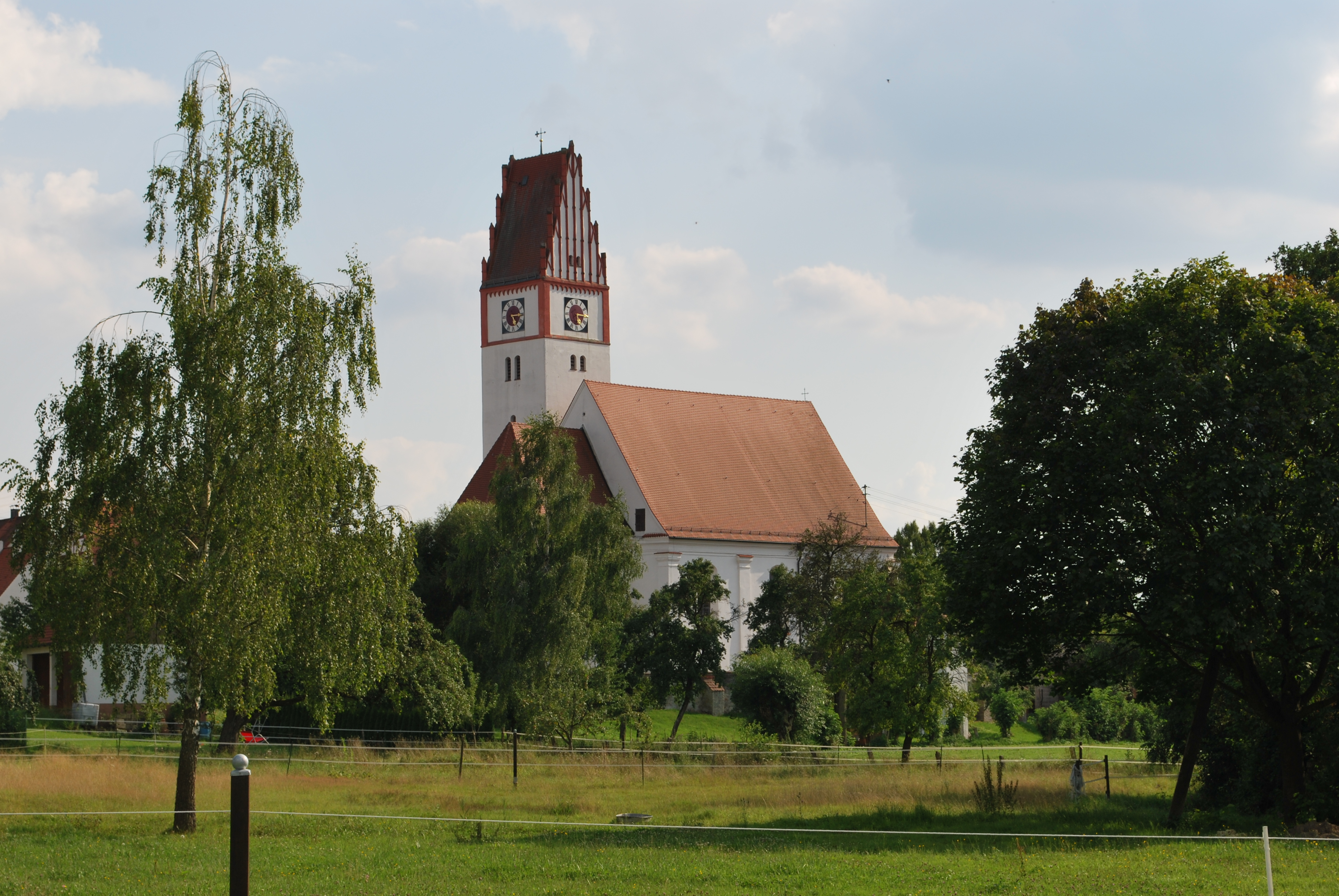
Kirche Mariä Geburt in Bubesheim

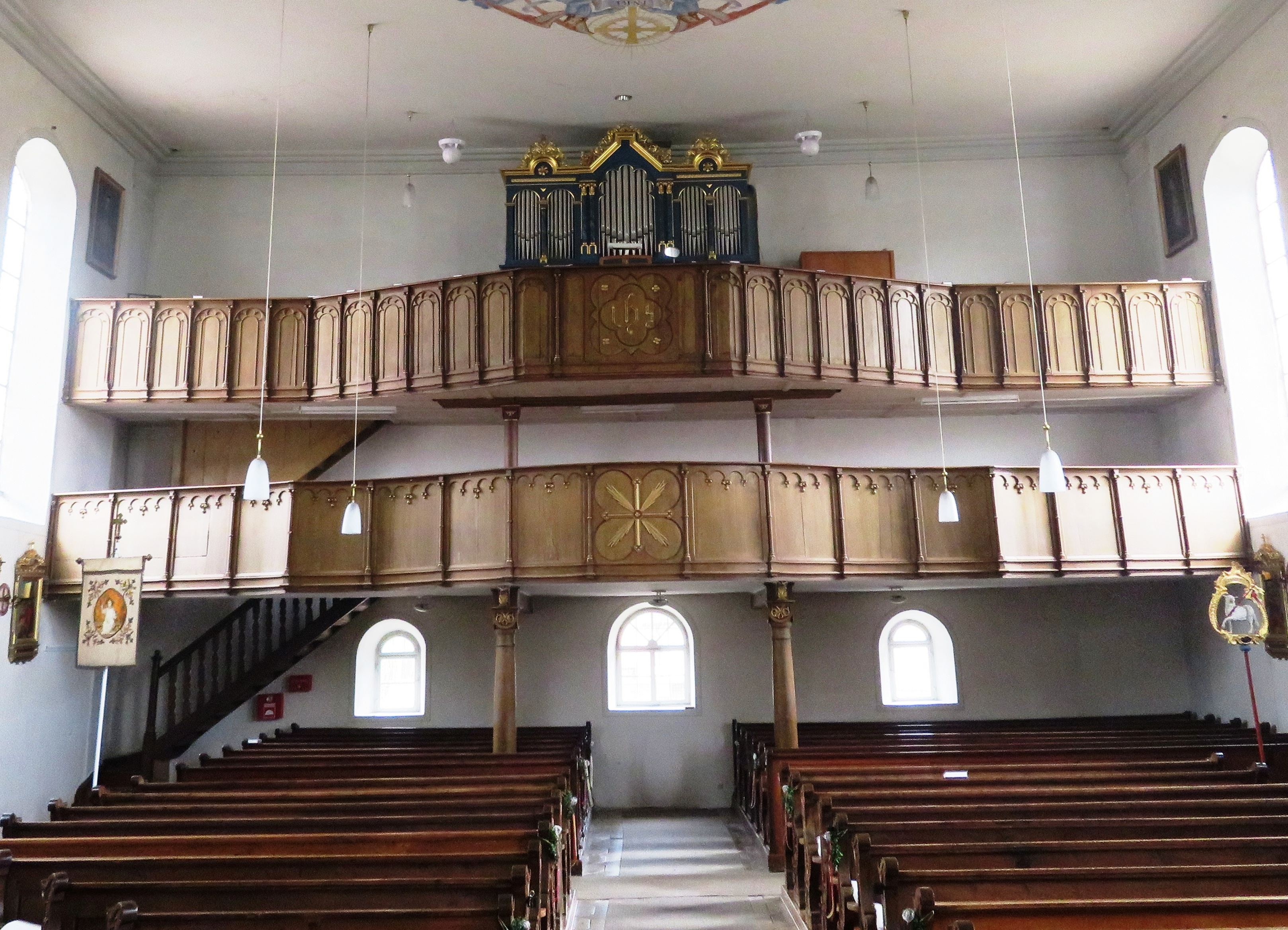
Die zweigeschossige Empore
mit der Schwarzbauer-Orgel

Die katholische Pfarrkirche Mariä Geburt in Bubesheim, einer Gemeinde im schwäbischen Landkreis Günzburg (Bayern), wurde unter Verwendung von gotischen Teilen barock umgebaut. Die Kirche an der Leipheimer Str. 4 ist ein geschütztes Baudenkmal.

## Architektur
Die Kirche ist innen und außen durch Pilaster gegliedert. Der flachgedeckte Saalbau besitzt einen kurzen, gewölbten Chor mit dreiseitigem Schluss, der mit Strebepfeilern versehen ist. An der Südecke ist ein hoher Turm mit Satteldach eingestellt. Das Fresko im Langhaus wurde 1923 von Joseph Albrecht geschaffen.

## Ausstattung
Die Altäre und die Kanzel wurden um 1900 im Stil der Neuromanik geschaffen. Sie stammen aus der Werkstatt von Georg Saumweber. Die Figuren wurden von Max Fahrnberger und die Gemälde von Georg Lacher geschaffen.

## Orgel

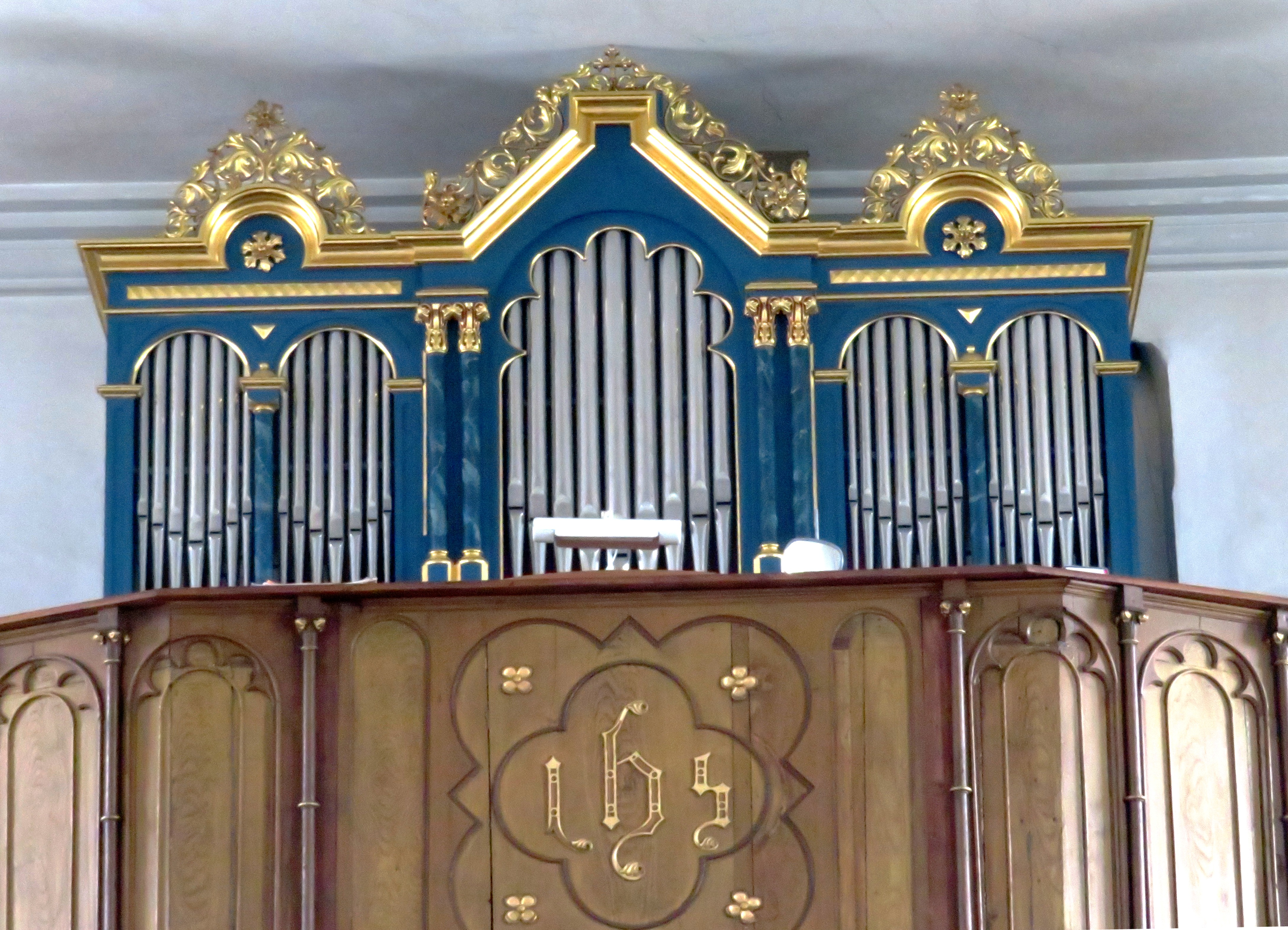
Orgel von Julius Schwarzbauer (1908)

Die in Blau und Gold gefasste Orgel der Bubesheimer Kirche befindet sich oben auf der zweigeschossigen Empore. Sie wurde von dem Orgelbauer Julius Schwarzbauer aus Mindelheim im Jahr 1908 gebaut. Eine Renovierung und teilweise Erneuerung des Instruments erfolgte 1988 durch die Maximilian Offner aus Kissing.